# Grewia avellana
Grewia avellana är en malvaväxtart som beskrevs av William Philip Hiern. Grewia avellana ingår i släktet Grewia och familjen malvaväxter. Inga underarter finns listade i Catalogue of Life.